# Thomasomys cinereus
Thomasomys cinereus là một loài động vật có vú trong họ Cricetidae, bộ Gặm nhấm. Loài này được Thomas mô tả năm 1882.